# 和田本覚寺
和田本覚寺（わだほんがくじ）は越前国の和田地区にあった一向宗 （浄土真宗）の仏教寺院。宗祖親鸞の弟子にあたる和田ノ信性により創建された。1602年（慶長7年）本願寺の東西分立により下記の2寺院に分立して現在に至る。
- 石川県小松市にある真宗大谷派の寺院。山号は足羽山。詳しくは本覚寺 (小松市)を参照。
- 福井県吉田郡永平寺町にある浄土真宗本願寺派の寺院。山号は和田山。詳しくは本覚寺 (福井県永平寺町)を参照。